# Hàng không
Hàng không là thuật ngữ nói đến việc sử dụng máy bay, máy móc, khí cụ do con người chế tạo ra có thể bay được (bao gồm cả không gian vũ trụ). Thuật ngữ này cũng mô tả những hoạt động, những ngành công nghiệp, và những nhân vật nổi tiếng liên quan đến máy bay, máy móc và khí cụ bay.

## Lịch sử

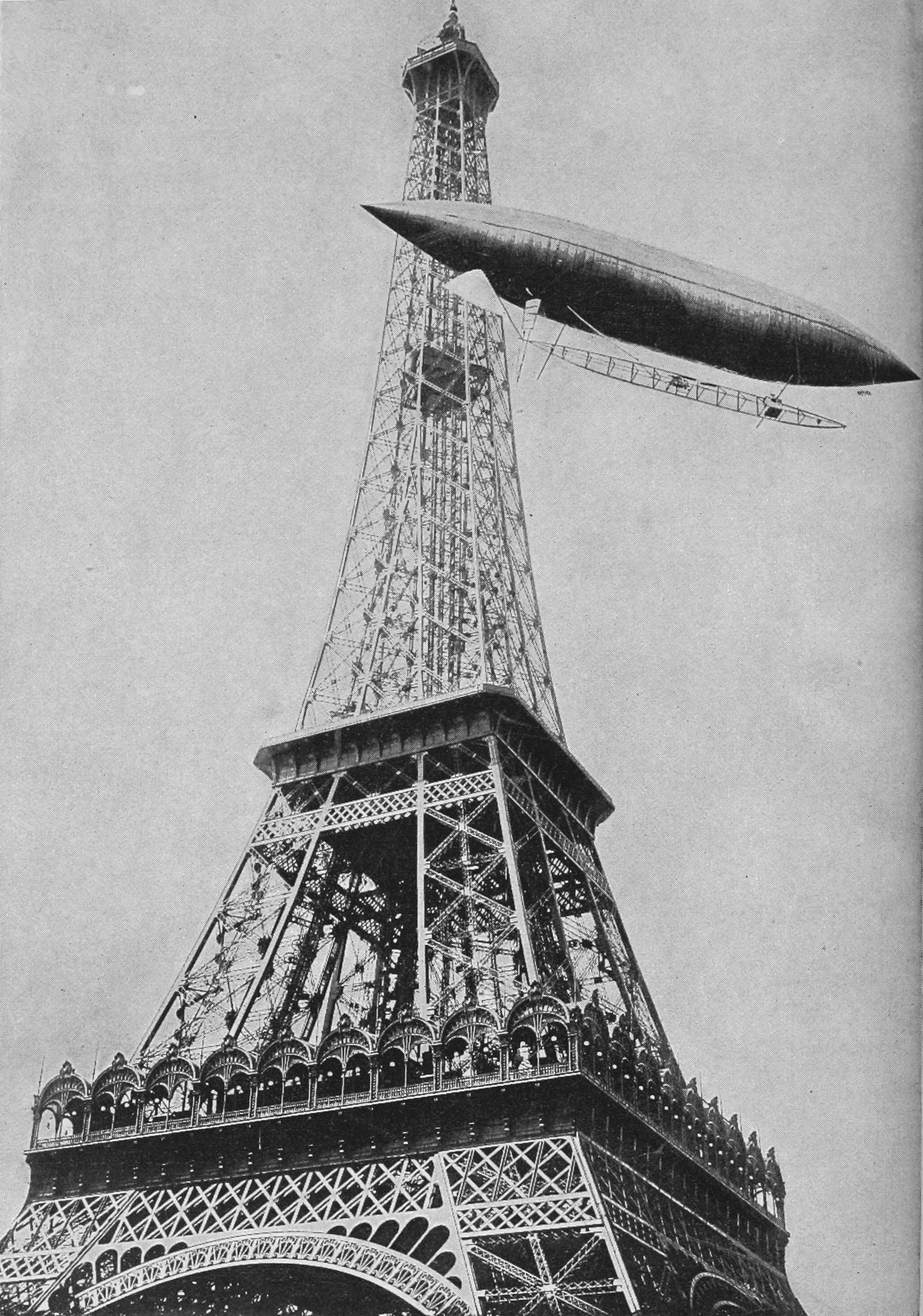
Khí cầu Santos-Dumont #6, bay cạnh Tháp Eiffel.

Nhiều nền văn hóa đã tạo ra được những dụng cụ có thể bay trong không khí, từ những vật đầu tiên được ném đi bằng sức lực như hòn đá, cái mác, tới những dụng cụ tinh vi phức tạp về hình dáng khí động học như boomerang của thổ dân Australia, đèn trời Khổng Minh bay bằng khí nóng, hoặc diều. Có những truyền thuyết cổ xưa nói về các chuyến bay của con người như câu chuyện về Icarus, và sau đó, là các câu chuyện đáng tin hơn về chuyến bay ở một khoảng cách ngắn trên một chiếc diều của Yuan Huangtou ở Trung Quốc, Armen Firman với một cuộc nhảy dù, và chuyến bay bằng tàu lượn của Abbas Ibn Firnas.
Kỷ nguyên hàng không hiện đại bắt đầu khi người đầu tiên đã bay lên không trung bằng một khí cầu khí nóng vào ngày 21 tháng 11 1783, do anh em nhà Montgolfier thiết kế, kể từ đó các chuyến bay bằng khí cầu ngày càng tăng kể cả về số lượng chuyến bay và khoảng cách bay trong suốt thế kỷ 19, và vẫn tiếp tục cho đến hiện tại.
Thực tế những khí cầu bị hạn chế bởi thực tế chúng chỉ có thể di chuyển theo hướng gió thổi. Điều đó đã thúc đẩy con người chế tạo ra khí cầu có thể điều khiển hoặc lái được, khí cầu đã được cải tiến. Dù với vài khí cầu điều khiển, hoặc còn có thể gọi là khí cầu có thể lái được, đã được chế tạo trong những năm 1880, nhưng người ta đã thành lập những tuyến đường bay vận chuyển hành khách đến các địa điểm định sẵn bằng các khí cầu điều khiển, mà người đi tiên phong đầu tiên trong lĩnh vực khí cầu điều khiển là một người Brazil, ông Alberto Santos-Dumont. Santos-Dumont đã tạo niên hiệu quả khi két hợp một khí cầu hình thoi dài với một động cơ đốt trong. Vào ngày 19 tháng 10 1901 ông trở nên nổi tiếng trên thế giới khi bay trên chiếc khí cầu của ông có tên là "Number 6" đến Paris để giành chiến thắng trong cuộc đua Deutsch de la Meurthe. Santos-Dumont đã thành công với những khí cầu, điều đó đã chứng minh rằng chuyến bay có kiểm soát và ổn định là có thể thực hiện được.
Vào ngày 17 tháng 12, 1903, Anh em nhà Wright đã bay thành công trên một chiếc máy bay tự thiết kế chế tạo có gắn động cơ, dù chiếc máy bay chỉ bay được quãng đường ngắn do gặp vấn đề về điều khiển. Sự chấp nhận phổ biến của cánh phụ máy bay làm cho máy bay dễ dàng điều khiển, và chỉ một thập niên sau đó, vào đầu Chiến tranh thế giới thứ nhất, máy bay trang bị động cơ đã trở nên thiết thực trong vài trò máy bay trinh sát, chỉ điểm pháo binh, và đôi khi là tấn công vào các cứ điểm tại mặt đất. Trong giai đoàn, những khí cầu điều khiển được sử dụng nhiều nhất với nhiều mục đích.
Khí cầu bắt đầu chuyên chở người và hàng hóa khi các thiết kế lớn phát triển và đáng tin cậy hơn. Trái ngược với những khí cầu điều khiển mềm, những khí cầu điều khiển cứng khổng lồ trở thành những khí cầu bay đầu tiên vận chuyển hành khách và hàng hóa trên những quãng đường dài. Khí cầu bay tốt nhất vào thời kỳ này được chế tạo bởi công ty của Đức, hãng Zeppelin. 

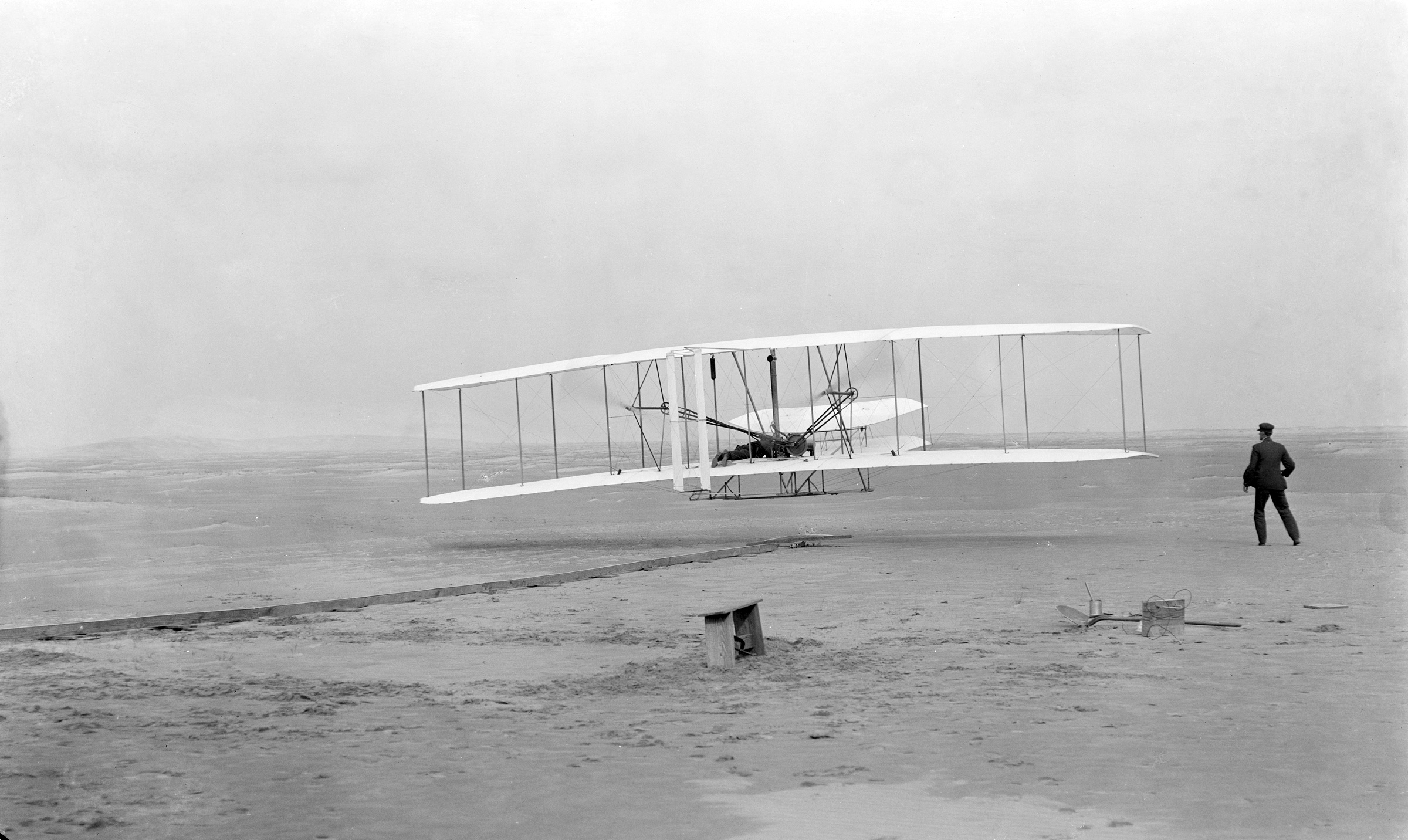
Chuyến bay của chiếc máy bay đầu tiên 17 tháng 12, 1903

Khí cầu Zeppelin thành công nhất là chiếc Graf Zeppelin. Nó bay qua quãng đường dài hơn 1 triệu dặm, bao gồm một lần bay vòng quanh thế giới vào năm 1929. Tuy nhiên, thời kỳ thống trị của khí cầu Zeppelin đã chấm dứt khi những chiếc máy bay được sử dụng rộng rãi hơn. "Thời đại hoàng kim" của những khí cầu kết thúc vào ngày 6 tháng 6 1937 khi chiếc khí cầu Hindenburg cháy giết chết 36 người. Mặc dù liên tục có những sáng kiến để làm sống lại việc sử dụng khinh khí cầu rỗng rãi, những nó không được chấp thuận và kể từ đó khí cầu chỉ được ứng dụng trong những lĩnh vực nhỏ lẻ.
Sự tiến bộ lớn của khoa học công nghệ đã mở rộng sự phát triển của lĩnh vực hàng không trong suốt những năm 1920-1930, như chuyến bay xuyên Đại Tây Dương của Charles Lindbergh vào năm 1927. Một trong số những thiết kế máy bay thành công nhất của thời kỳ giữa 2 cuộc đại chiến là Douglas DC-3, nó đã trở thành máy bay dân dụng loại lớn đầu tiên mang lại lợi nhuận chỉ bằng hình thức vận chuyển hành khách. Do sự bùng nổ của Chiến tranh thế giới II, nhiều thành phố và đô thị lớn đã xây dựng các sân bay, và có nhiều phi công đủ trình độ đã gia nhập quân đội để lái máy bay chiến đấu. Chiến tranh đã mang đến nhiều sự cách tân cho hàng không, bao gồm những máy bay phản lực đầu tiên và tên lửa nhiên liệu lỏng.
Sau chiến tranh thế giới II, đặc biệt ở Bắc Mỹ, có một sự bùng nổ trong hàng không thông thường, cả tư nhân lẫn thương mại, khi hàng nghìn phi công được giải ngũ và nhiều máy bay vận tải, huấn luyện của quân đội dư thừa không được sử dụng đến nên chúng đã được bán đi và không đắt lắm. Các hãng chế tạo máy bay như Cessna, Piper, và Beechcraft mở rộng sản xuất để cung cấp máy bay hạng nhẹ cho thị trường giai cấp tiểu tư sản mới.

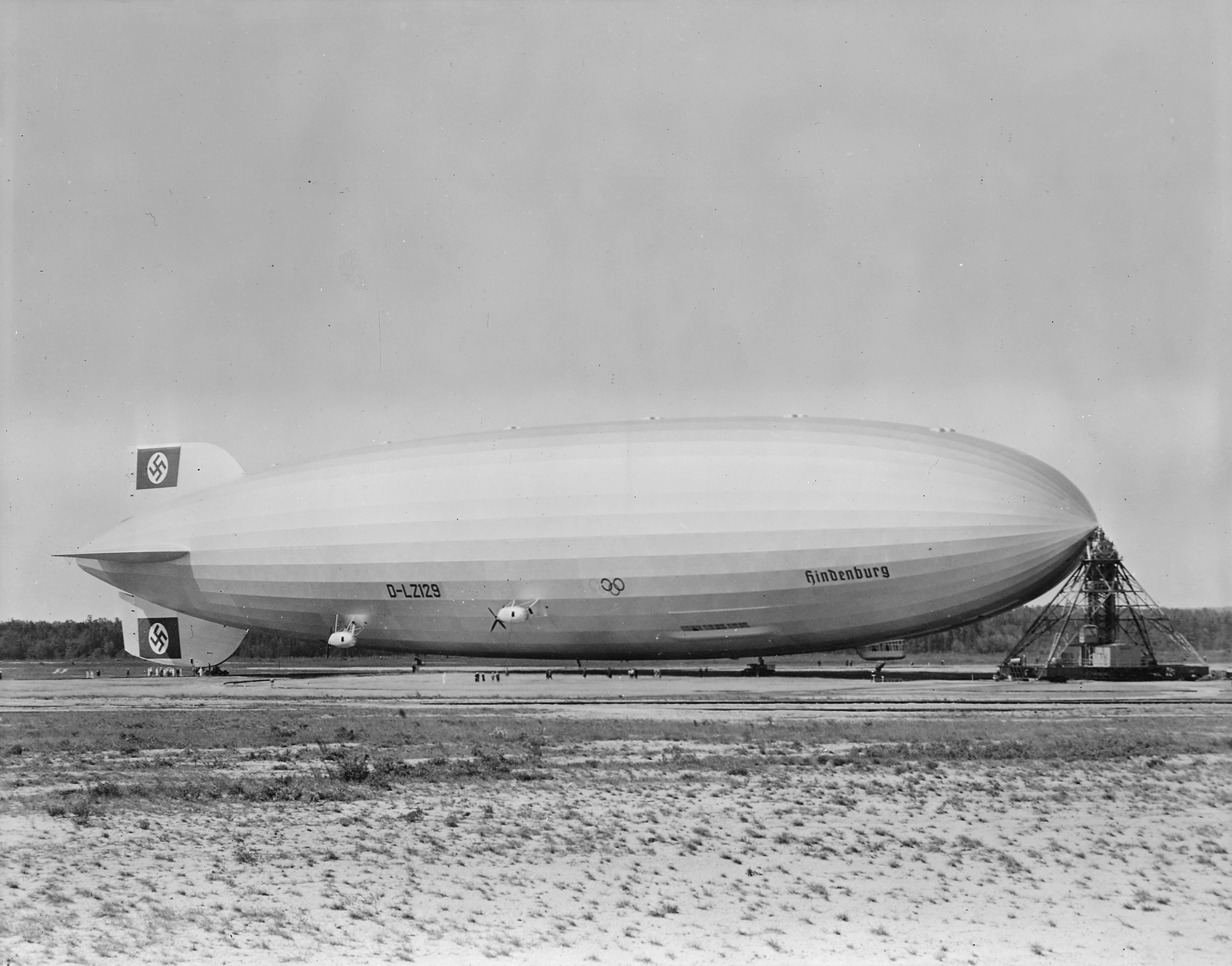
Khí cầu Hindenburg tại lakehurst.

Vào thập niên 1950, việc phát triển máy bay phản lực dân dụng dần dần trở nên lớn mạnh, bắt đầu với de Havilland Comet, dù máy bay phản lực đầu tiên được sử dụng rộng rãi là Boeing 707. Cùng lúc này, người ta đẩy mạnh việc nghiên cứu phát triển động cơ tuốc bin khí, bắt đầu xuất hiện máy bay giá rẻ, làm cho khả năng phục vụ trong những quãng đường nhỏ tốt hơn, và chúng có thể bay trong mọi điều kiện thời tiết.
Yuri Gagarin là người đầu tiên bay vào vũ trụ ngày 12 tháng 4 1961, trong khi Neil Armstrong là người đầu tiên đặt chân lên mặt trăng ngày 21 tháng 6 1969.
Từ thập niên 1960, vật liệu composite đã được ứng dụng để làm thân máy bay giúp chúng hoạt động hiệu quả hơn, những động cơ hiệu suất cao trở nên thông dụng và sẵn có, nhưng những sáng kiến quan trong nhất đã diễn ra trong lĩnh vực trang bị máy móc và điều khiển máy bay. Như tụ điện thể rắn, hệ thống định vị toàn cầu, vệ tinh viễn thông, một thiết bị rất nhỏ nhưng có sức mạnh rất lớn là máy tính và màn hình Luxeon; chúng đã thay đổi đáng kể buồng lái trên máy bay dân dụng và máy bay quân sự. Phi công có thể định hướng chính xác hơn và có tầm nhìn địa hình, vật cản và mọi thứ khác gần máy bay trên một bản đồ số hóa hoặc tầm nhìn ảo, dù trong ban đêm hay tầm nhìn thấp.
Vào ngày 21 tháng 6 2004, SpaceShipOne trở thành máy bay tư nhân đầu tiên thực hiện chuyến bay ra ngoài không gian, mở ra triển vọng về thị trường hàng không ngoài không gian.

## Hàng không dân dụng
Hàng không dân dụng bao gồm mọi hoạt động bay không liên quan đến lĩnh vực quân sự, gồm 2 mảng là hàng không thông thường và phương tiện vận tải hàng không

### Phục vụ bay theo lịch trình

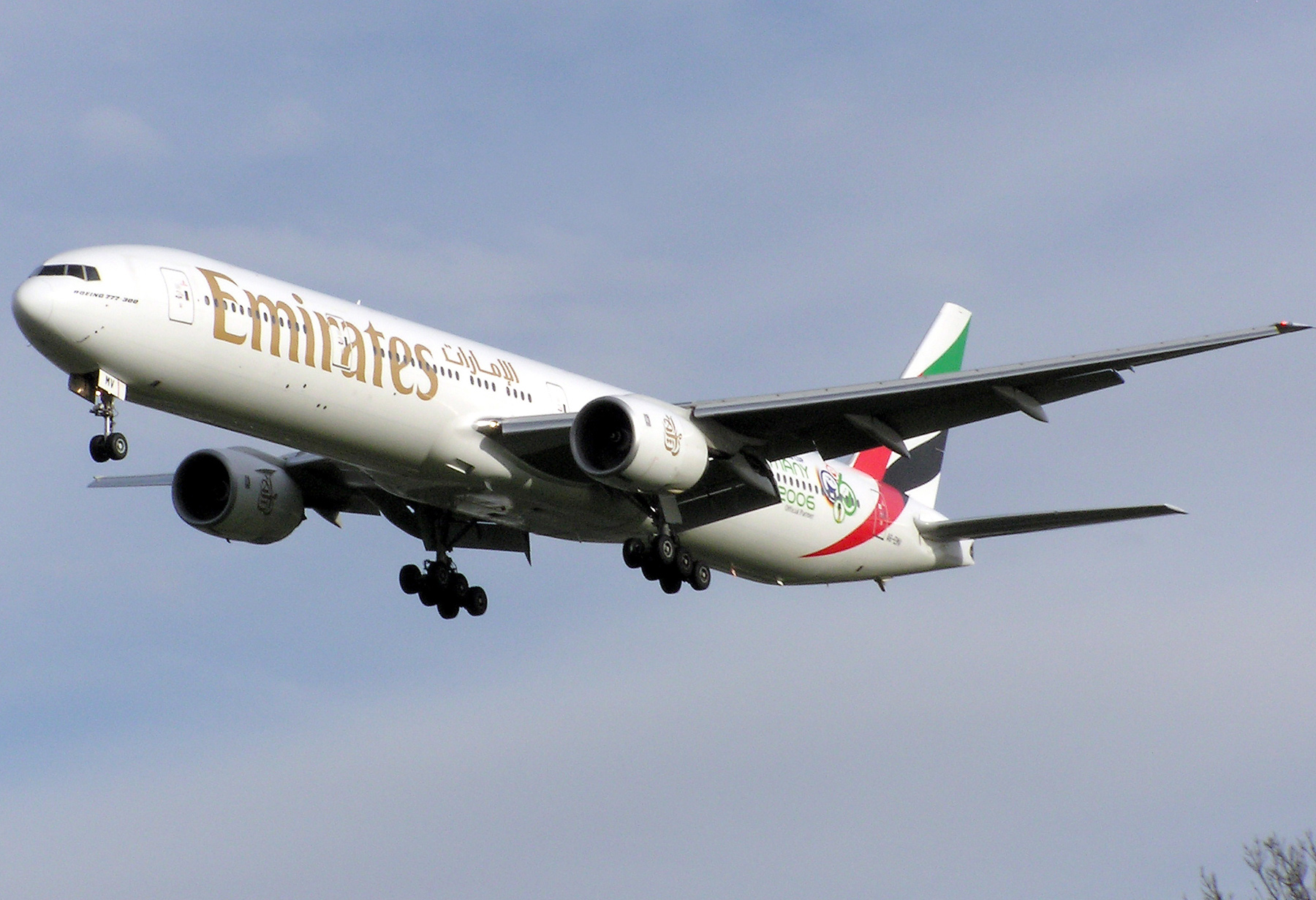
Emirates Boeing 777-300

Trong quá khứ có rất nhiều hãng chế tạo máy bay dân dụng, nhưng hiện nay chỉ có 5 hãng chế tạo chính chia nhau thị phần máy bay vận chuyển dân dụng:
- Airbus, trụ sở ở Châu Âu
- Boeing, trụ sở ở Hoa Kỳ
- Bombardier, trụ sở ở Canada
- Embraer, trụ sở ở Brasil
- Tupolev, trụ sở ở Nga (đã hợp nhất với United Aircraft Building Corporation)

Boeing, Airbus, và Tupolev tập trung vào những máy bay phản lực dân dụng thân rộng và thân hẹp, trong khi Bombardier và Embraer tập trung vào máy bay dân dụng khu vực.
Cho đến thập niên 1970, đa số những hãng hàng không lớn là do các quốc gia thành lập, được hỗ trợ từ phía chính phủ và được bảo vệ khỏi các cuộc cạnh tranh. Từ đó, những thỏa thuận về hiệp định "Bầu trời mở" đã tạo ra nhiều lựa chọn cho hành khách và tạo ra những cuộc tranh giành thị phần mới, cùng với sự cạnh tranh là giá vé hàng không cũng giảm xuống. Do giá nhiên liệu tăng, giá vé thấp, tiền lương cho nhân viên tăng cao, cuộc khủng hoảng trong ngành hàng không sau Sự kiện 11 tháng 9 2001 và dịch bệnh SARS đã khiến cho các hãng hàng không lớn phải nhờ đến chính phủ bù lỗ, hoặc sáp nhập hoặc phá sản. Cùng lúc này thì những hãng hàng không giá rẻ như Ryanair và Southwest lại đang làm ăn phát đạt và mở rộng hoạt động của mình.

### Hàng không thông thường

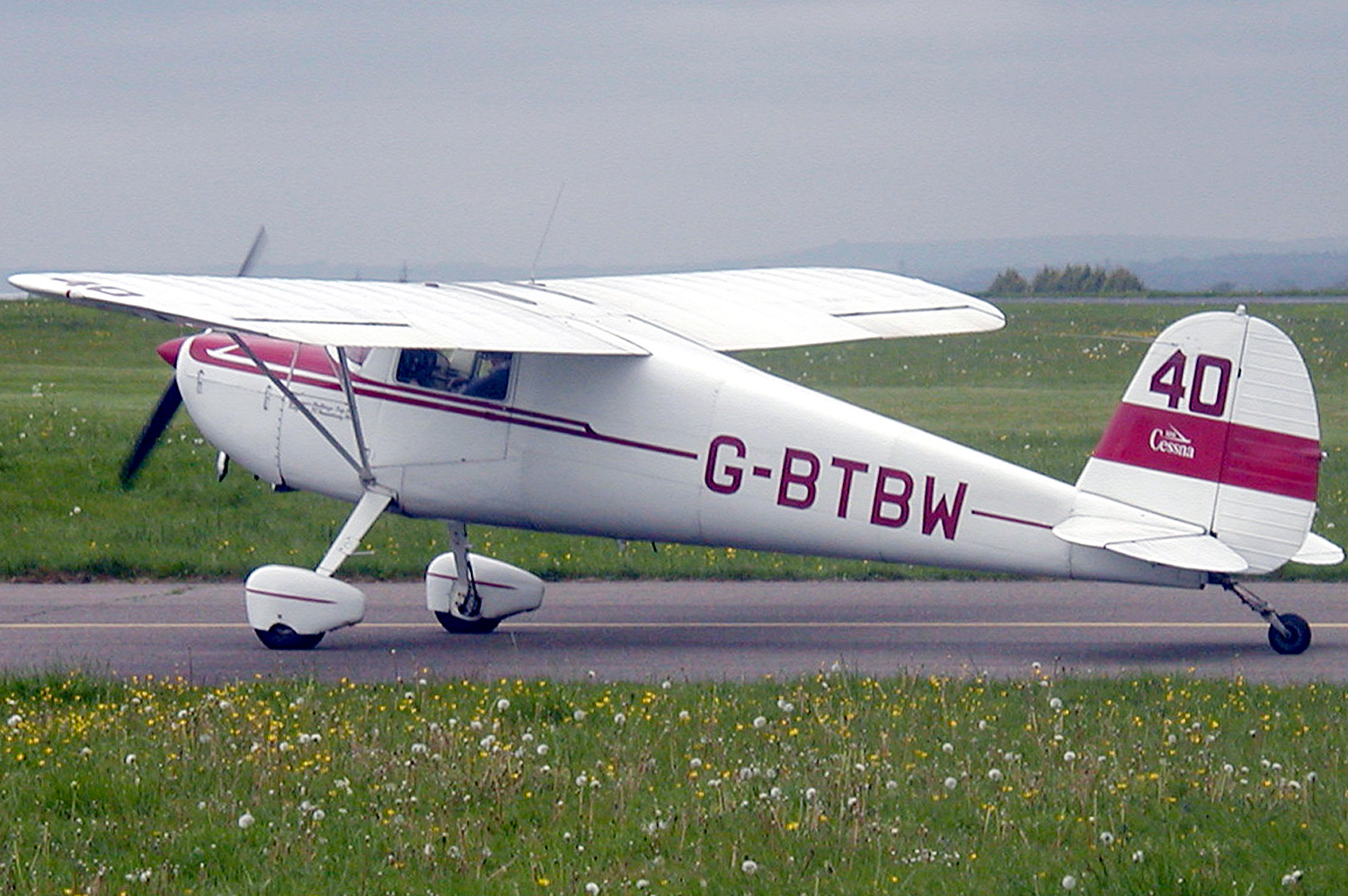
1947 Cessna 120

Hàng không thông thương bao gồm mọi chuyến bay dân dụng không lịch trình đặt trước, cả tư nhân và thương mại. Vì phạm vi lớn của những hoạt động bay, nên rất khó có thể bao trùm hàng không thông thường với một sự miêu tả đơn giản — hàng không thông thường có thể bao gồm các chuyến bay về thương mại, tư nhân, huấn luyện, khí cầu, nhảy dù, tàu lượn, diều điều khiển, chụp ảnh trên không, cấp cứu trên không, phun thuốc trừ sâu, bay hợp đồng, giám sát giao thông, cảnh sát tuần tra trên không, chữa cháy rừng, và nhiều khía cạnh khác của các chuyến bay thuộc hàng không thông thường.
Mỗi quốc gia đều có những quy định khác nhau về hàng không, nhưng chúng đều có cùng một đặc trưng, hàng không thông thường rơi vào vài kiểu điều chỉnh khác nhau phụ thuộc vào liệu nó thuộc vào lĩnh vực tư nhân hay thương mại và các kiểu thiết bị liên quan.
Có nhiều hãng chế tạo máy bay loại nhỏ, bao gồm Cessna, Piper, Diamond, Mooney, Cirrus Design, Raytheon, và các hãng chế tạo khác. Các hãng này chế tạo máy bay phục vụ thị trường hàng không chung, với trọng tâm là hàng không tư nhân và bay huấn luyện.
Những sự phát triển quan trọng gần đây cho máy bay loại nhỏ như đưa vào hoạt động hệ thống điện tử tiên tiến, bao gồm hệ thống GPS, trước đây chỉ được lắp đặt trên máy bay dân dụng loại lớn; và đưa loại vật liệu composite vào để chế tạo máy bay giúp máy bay nhẹ hơn và nhanh hơn. Máy bay siêu nhẹ và máy bay tự chế tạo cũng bắt đầu được chú ý chế tạo nhằm sử dụng cho mục đích giải trí, từ đó đa số quốc gia đều cho phép hàng không tư nhân hoạt động, những máy bay kiểu này tốn ít tiền, nhẹ hơn so với những máy bay được cấp chứng nhận của nhà sản xuất chuyên nghiệp.

## Hàng không quân sự

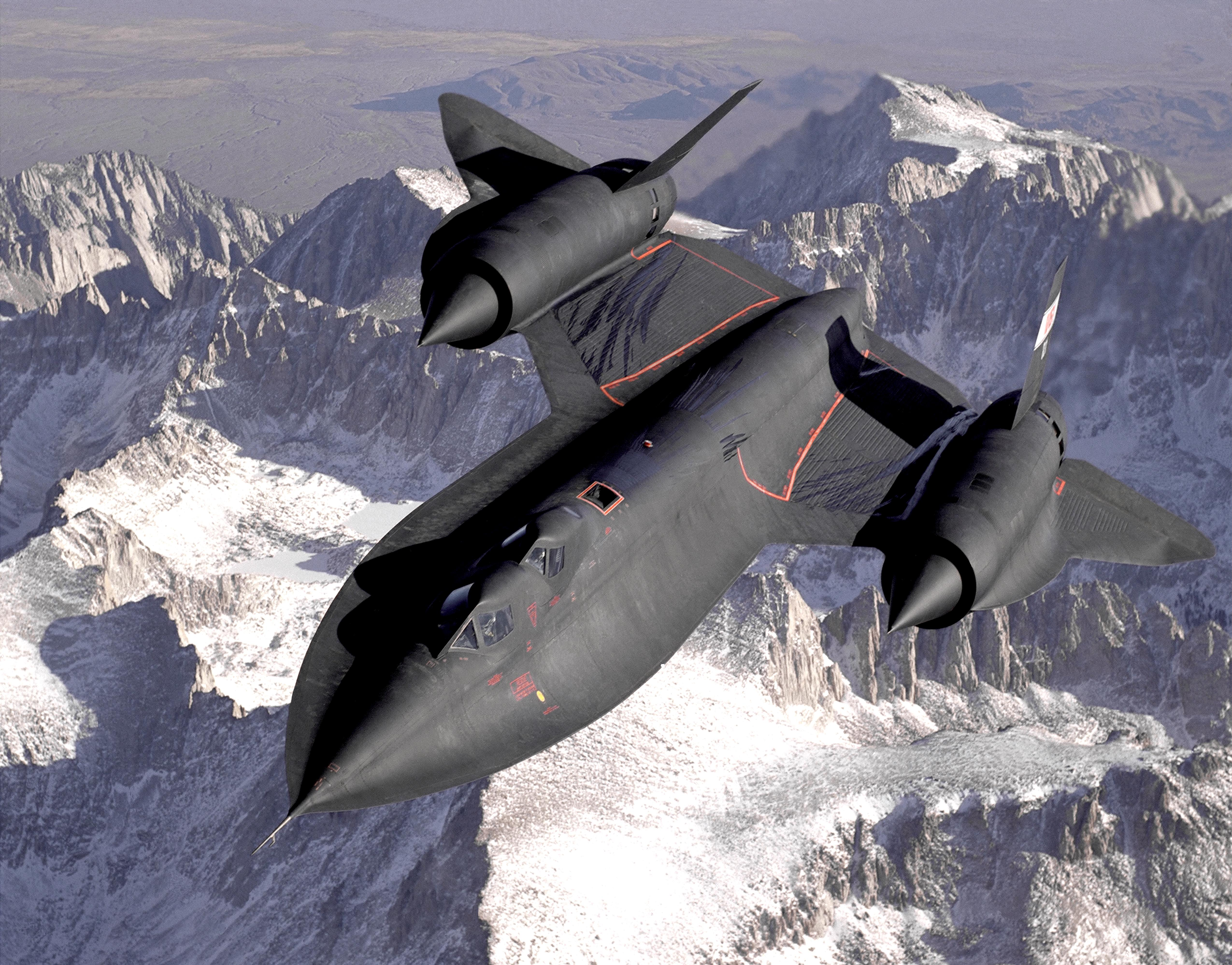
Lockheed SR-71

Bắt đầu từ những khí cầu đơn giản được sử dụng như những máy bay giám sát rất sớm vào thế kỷ 18. Trong những năm sau đó, máy bay chiến đấu đã được chế tạo để đáp ứng những yêu cầu ngày càng tăng của quân đội. Những hãng sản xuất máy bay quân sự đã tranh giành nhau những hợp đồng để cung cấp máy bay cho chính phủ. Máy bay được lựa chọn dựa trên những nhân tố như giá thành, hiệu suất, và tốc độ sản xuất của dây chuyền chế tạo.

### Các loại máy bay quân sự
- Máy bay tiêm kích, có chức năng chính là tiêu diệt các máy bay khác. (ví dụ Sopwith Camel, A6M Zero, MiG-29).
- Máy bay cường kích, được sử dụng để chống lại các mục tiêu chiến thuật. (ví dụ Junkers Stuka, Ilyushin Il-2, và A-10).
- Máy bay ném bom, nói chung để tấn công các mục tiêu chiến lược hơn. (ví dụ Zeppelin, B-29 Superfortress, Tu-22, và B-52)
- Máy bay giám sát, được dùng với nhiệm vụ đặc biệt là trinh sát. (ví dụ Rumpler Taube, de Havilland Mosquito, U-2, và MiG-25R).

## Điều khiển không lưu - Air Traffic Control (ATC)

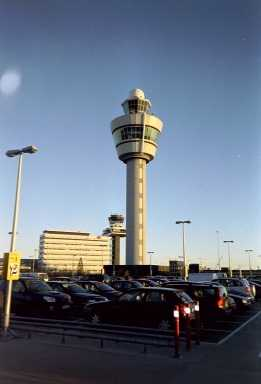
Tháp điều khiển không lưu (ATCT) tại Sân bay Schiphol

Điều khiển không lưu (ATC) bao gồm những hoạt động của con người (chủ yếu dưới mặt đất), những người này sẽ truyền đạt các thông tin cần thiết cho máy bay để duy trì sự liên lạc giữa máy bay và mặt đất — nghĩa là, họ bảo đảm máy bay bay đủ xa theo phương ngang và phương dọc để tránh cho máy bay va chạm trên không với các máy bay khác. Kiểm soát viên không lưu có thể định vị tọa độ của máy bay dựa vào báo cáo của các phi công, hoặc trong những vùng mà mật độ lưu thông cao (Hoa Kỳ, Qatar, v.v.), họ có thể sử dụng ra đa để xác định vị trí của máy bay trên màn hình hiển thị.
Các thuật ngữ chính xác của hoạt động điều khiển có sự thay đổi đối với từng quốc gia, nhưng nói chung có ba kiểu ATC khác nhau, bao gồm:
- Tháp điều khiển (gồm tháp, hệ thống điều khiển từ mặt đất, cho phép máy bay cất hạ cánh và các công tác điều khiển khác), tháp điều khiển sẽ truyền đạt thông tin hướng dẫn đến máy bay khi nó bay vào vùng không phận của sân bay, một vùng nhỏ (khoảng 10–15 km nằm ngang, 1 km theo chiều thẳng đứng).
- Kiểm soát viên giai đoạn cuối, chỉ dẫn máy bay trong một vùng rộng hơn (50–80 km) xung quanh sân bay.
- Kiểm soát viên trung tâm, chỉ dẫn máy bay cất hạ cánh xuống sân bay.

ATC rất quan trọng đối với máy bay áp dụng Quy tắc Bay bằng Thiết bị (Instrument Flight Rules - IFR), chúng có thể bay trong mọi điều kiện thời tiết mà phi công không cần phải nhìn thấy các máy bay khác. Tuy nhiên, trong những vùng mật độ lưu thông lớn, đặc biệt là gần những sân bay chính, máy bay sẽ áp dụng Quy tắc Bay bằng Mắt thường (Visual Flight Rules - VFR) do đòi hỏi của ATC theo sau những chỉ dẫn.
Ngoài những chỉ dẫn để máy bay đạt khoảng cách an toàn với máy bay khác, ATC còn cung cấp thông tin thời tiết, địa hình, hỗ trợ dẫn đường, và những hỗ trợ khác cho phi công, phụ thuộc vào khối lượng công việc của họ.
Chú ý rằng ATC không kiểm soát mọi chuyến bay. Phần lớn các chuyến bay VFR ở Bắc Mỹ không phải thông báo với ATC (trừ khi những máy bay này bay qua một khu vực sân bay lớn hoặc sử dụng sân bay lớn), và trong mọi khu vực, thậm chí tại Bắc Canada, ATC không kiểm soát những chuyến bay IFR ở độ cao thấp.

## Tác động đến môi trường
Cũng như mọi hoạt động của con người liên quan đến việc tiêu thụ nhiên liệu, việc vận hành động cơ máy bay (từ máy bay dân dụng loại lớn đến khí cầu khí nóng) đều giải phóng những khí gây ra hiệu ứng nhà kính, muội than, và những chất gây ô nhiễm khác vào không khí. Ngoai ra, còn có vài kiểu tác động của ngành hàng không đến môi trường: 
- Đa số máy bay động cơ van đẩy đốt xăng, sản phẩm sau phản ứng đốt cháy có chứa chì tetra-ethyl (TEL) và có thể gây ra sự ô nhiễm đất ở sân bay. Một số động cơ pít-tông nén có thể sử dụng xăng không chì (nhưng chỉ khi nó không trộn với ethanol), động cơ turbine và động cơ diesel — không cần sử dụng nhiên liệu chứa chì — hiện nay đã xuất hiện với những mẫu máy bay hạng nhẹ.
- Máy bay loại lớn có thể giải phóng những hóa chất với một số lượng lớn, mà những chất này có thể tác dụng với những khí nhà kính ở những độ cao đặc trưng, đặc biệt là hợp chất nitơ oxít, nó có thể tác dụng với Ôzôn, làm tăng sự tập trung Ôzôn vào một số nơi nhất định.[cần dẫn nguồn]
- Máy bay vận hành trên cao phát ra những bình xịt và đôi khi thải ra vệt hơi nước, cả hai đều có thể làm tăng sự hình thành mây tinh thể đá — lượng mây đã tăng 0.2% kể từ khi hàng không ra đời.[2]

Trong rất nhiều quốc gia, hàng không là nguồn tăng nhanh nhất sự phát xạ các bon. Ủy ban Liên Chính phủ về Biến đổi Khí hậu (IPCC) đánh giá vào năm 2050, ngành hàng không sẽ thải ra 4% tổng lượng khí thải CO2 mà con người thải ra và làm tăng 13% lượng ozone tập trung trên những độ cao lớn bởi những máy bay phản lực lớn. Theo IPCC, các kiểu phát xạ sẽ làm bề mặt Trái Đất ấm dần lên.
Tuy nhiên, trong một báo cáo đặc biệt được đưa ra vào tháng 6 2007 bởi Hiệp hội phi công hàng không Anh (BALPA), đáng chú ý là vận chuyển hàng không chiếm 2-3% lượng khí thải CO2 của thế giới và có những cuộc tranh luận đã nổ ra để bào chữa cho ngành hàng không, tránh cho nganh hàng không trở thành một trong những nguyên nhân gây ra hiện tượng ấm dần lên của Trái Đất. Một hãng hàng không, EasyJet đã khai trương hoạt động "ecoJet" nhằm mục đích giảm lượng "Dioxide cacbon xuống còn một nửa", đây là một sự hưởng ứng đáp lại sự liên quan đang lớn dần lên của công đồng thế giới đến sự ô nhiễm.

## Hàng không bảo vệ hành khách thế nào giữađại dịch COVID-19?

### Quy trình vệ sinh thông thường
Christian Rooney, quản lý của JetWash Aero, một công ty chuyên về vệ sinh hàng không tại Anh, giải thích về quy trình làm sạch giữa các chuyến bay.
Rooney cho biết, quy trình còn phụ thuộc vào lịch trình của máy bay. Khi thời gian eo hẹp, hãng bay chỉ có thể làm những bước cơ bản nhất: tiếp viên dọn dẹp toàn bộ báo cũ và rác vào cuối chuyến bay trước.
"Khâu vệ sinh cơ bản nhưng kỹ hơn thường được tiến hành vào ban đêm, hoặc khi thời gian nghỉ dài hơn, gồm vệ sinh toilet, lau chùi và khử trùng bàn ăn, lối đi, khoang hành lý, ghế... trong khoảng một giờ, hoặc lâu hơn", Rooney nói.
Một hãng hàng không luôn có lịch làm sạch sâu nội thất máy bay hàng tháng hoặc mỗi sáu tuần. Quá trình này kéo dài nhiều giờ và đảm bảo mọi tiêu chuẩn vệ sinh.
Rooney tiết lộ những nhà sản xuất sẽ lựa chọn loại chất tẩy rửa và khử trùng cho máy bay: "Vài loại chất khử trùng chúng tôi dùng rất hiệu quả để diệt trừ nhiều loại mầm bệnh và có khả năng vô hiệu những chủng virus phức tạp có đặc tính tương tự với SARS, E.Coli, cúm gia cầm, MRSA...". Ông cho biết thêm những hóa chất kháng khuẩn này có tác dụng tới 10 ngày.
Christian Rooney cho hay, vài hãng hàng không đã yêu cầu doanh nghiệp của anh thực hiện thêm những biện pháp vệ sinh máy bay trong tình hình dịch bệnh bùng phát hiện nay.
"Chúng tôi nhận thấy sự gia tăng trong các yêu cầu và mức độ làm sạch, phun khử trùng cabin, bởi các hãng hàng không muốn giải quyết nỗi lo của hành khách về nCoV", ông lý giải.
Nhưng Tiến sĩ William Schaffner, giáo sư y khoa thuộc khoa truyền nhiễm của Đại học Vanderbilt bày tỏ rằng ông không nghĩ các hãng hàng không có thể làm gì nhiều hơn để ngăn chặn sự lây lan của COVID-19. Virus lây lan từ người sang người, do đó môi trường vô tri của máy bay không phải là vấn đề.
Ông nhận định, hành khách vẫn nên lau chùi những bề mặt bằng dung dịch khử trùng hoặc khăn ướt kháng khuẩn. Nhưng bước bảo vệ quan trọng nhất là rửa tay thường xuyên.
"Ngay cả khi virus ở trong môi trường vô tri, nó cũng không thể nhảy khỏi ghế và cắn vào chân bạn. Bạn bị lây nhiễm khi chạm phải virus, sau đó sờ lên mũi hay miệng của mình. Vì vậy bàn tay mới là con đường trung gian để virus lây lan", ông lý giải.

### Việc hành khách nên làm
Tiến sĩ Paulo Alves, giám đốc toàn cầu về sức khỏe hàng không của Công ty Cứu trợ Quốc tế MedAire, khẳng định: "Biện phán đơn giản và hiệu quả nhất mà du khách nên thực hiện là rửa tay thường xuyên với xà phòng và nước. Nếu không, dung dịch rửa tay có thể thay thế".
Ông cho rằng hành khách cũng nên dùng giấy ướt kháng khuẩn lau chùi các bề mặt - những nơi có thể vương lại giọt bắn của những người bị ho hay hắt hơi. Hành khách nên duy trì các biện pháp bảo vệ trước, trong và sau chuyến bay, tránh sờ tay lên mặt.
Còn ông Schaffner trấn an, hành khách không nhất thiết tránh dùng chăn hoặc gối được cung cấp trên chuyến bay, bởi không có dữ liệu nào cho thấy khả năng lây lan mầm bệnh khi sử dụng những dịch vụ này. Virus sẽ bị loại bỏ khi giặt chăn gối.
Chuyên gia y tế du lịch Richard Dawood nhận định, nhiều hành khách vẫn đang cân nhắc có nên đi máy bay trong mùa dịch hay không. "Có lẽ, điều quan trọng nhất cần nhớ là chưa có một ca nào mắc COVID-19 do bị lây nhiễm trên máy bay", Dawood nói.